# Сакси

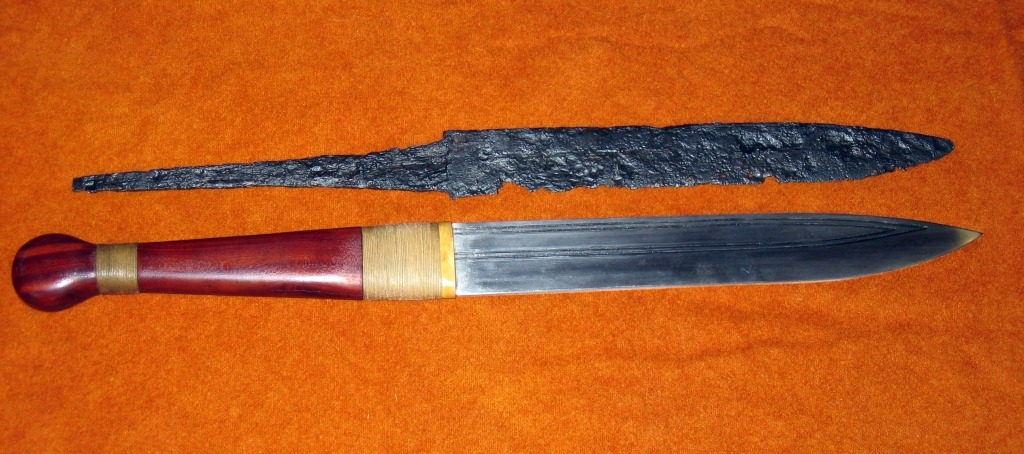
Залишки сакського ножа разом з реконструйованої копією

Са́кси (лат. Saxones, давн-англ. Seaxe, старосаксонськ. Sahson, ниж.-нім. Sassen, нід. Saksen, англ. Saxons, нім. Sachsen) — одне з давніх германських племен.
Протягом VIII і IX століть сакси Старої Саксонії перебували в постійному конфлікті з франками, королівством яких на той час правила династія Каролінгів. Після тридцяти трьох років завойовницьких походів під проводом лорда-короля та імператора Карла Великого, починаючи з 772 року і закінчуючи приблизно 804 роком, франки перемогли саксів, змусили їх прийняти християнство та захопили територію Старої Саксонії, приєднавши її до Каролінгського домену.

## Історія
Первинне місце їхнього оселення було в Нордальбінгії — приблизно на території сучасного Гольштейну на північ від річки Ельба.
У 200—400 нашої ери сакси перекочували на південь — на землі, що пізніше стали зватися Вестфалія та Естфалія. Частина саксів разом з англами та ютами у V столітті переселилася на Британські острови, де згодом склалося нове етнічне утворення англосакси. 

### Сакси в Британії

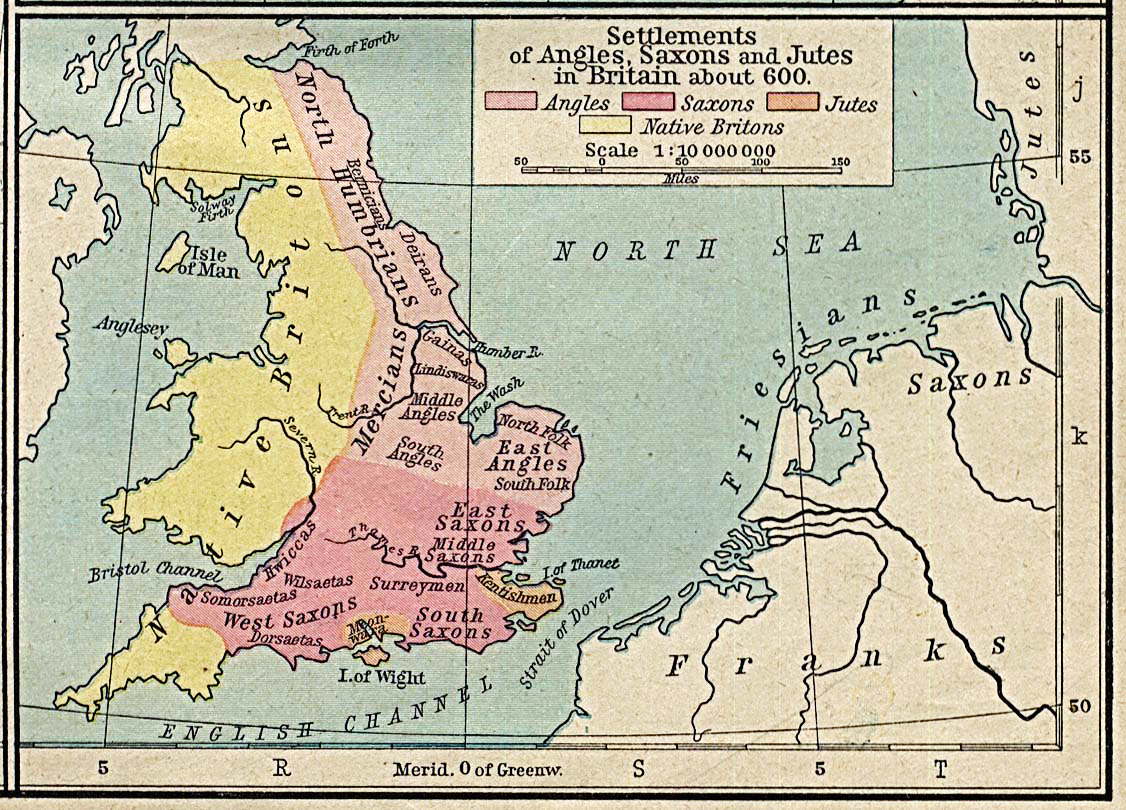
Англи, сакси і юти в Британії

Сакси разом із англами, фризами та ютами вторглися на острів Британія приблизно в час розпаду Західної Римської імперії. Саксонські рейдери висаджувалися на східні та південні береги Британії століттями раніше, що спонукало до будівництва прибережних фортів під назвою Litora Saxonica. До кінця римського правління в Британії багатьом саксам та представникам інших народів було дозволено оселитися в цих областях як землеробам.
Сакси та інші племена вперше масово прибули до Британії в рамках угоди про захист корінних британців від набігів піктів, ґелів тощо. Історичні джерела Historia Brittonum і Гільдас Мудрий повідомляють, що британський король Вортігерн дозволив германським воєначальникам, пізніше названим ченцем Бедою Преподобним як Генгіст і Горса, поселити свій народ на острові Танет в обмін на їхню службу найманцями. Згідно з Бедою Генгіст маніпулював Вортігерном, щоб той надав більше землі та дозволив прибути більшій кількості поселенців, проклавши таким чином шлях для германського заселення Британії.

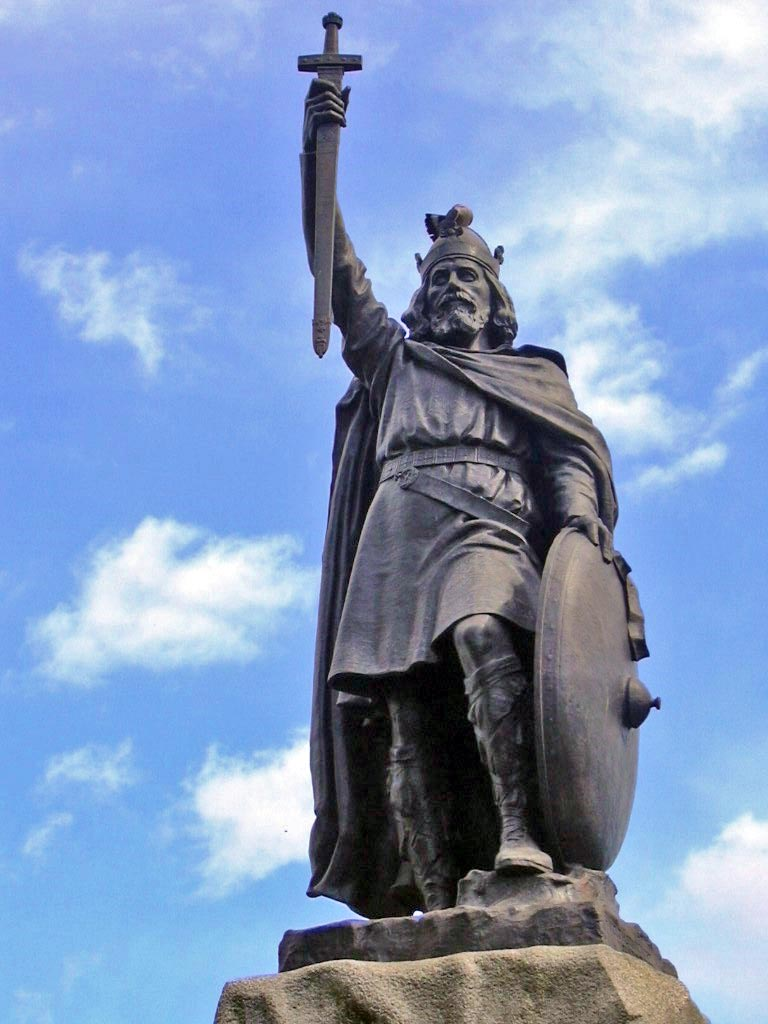
Альфред I Великий, король англосаксонського королівства Вессекс (871-899)

Гільдас повідомляє, що сакси були знищені у напівміфічній битві при горі Бадон за 44 роки до того, як він написав свою історію. Тому їхнє завоювання Британії тимчасово припинилося. Тоді ж бере свій початок історія про легендарного короля Артура. Проте англійський історик VIII століття Беда розповідає, як пізніше відновилася саксонська експансія. Він написав, що це призвело до швидкого захоплення всієї Південно-Східної Британії та заснування англосаксонських королівств.
Виникли чотири окремі саксонські королівства:
- Східні сакси: створили королівство Ессекс.
- Середні сакси: створили провінцію Міддлсекс.
- Південні сакси: на чолі з королем Еллою створили королівство Сассекс.
- Західні сакси: створили королівство Вессекс.

У період правління від Еґберта до Альфреда Великого королі Вессекса, отримавши статус бретвальди, зуміли об'єднати країну. Пізніше вони реорганізували її в королівство Англія перед вторгненням вікінгів.

### Континентальні сакси

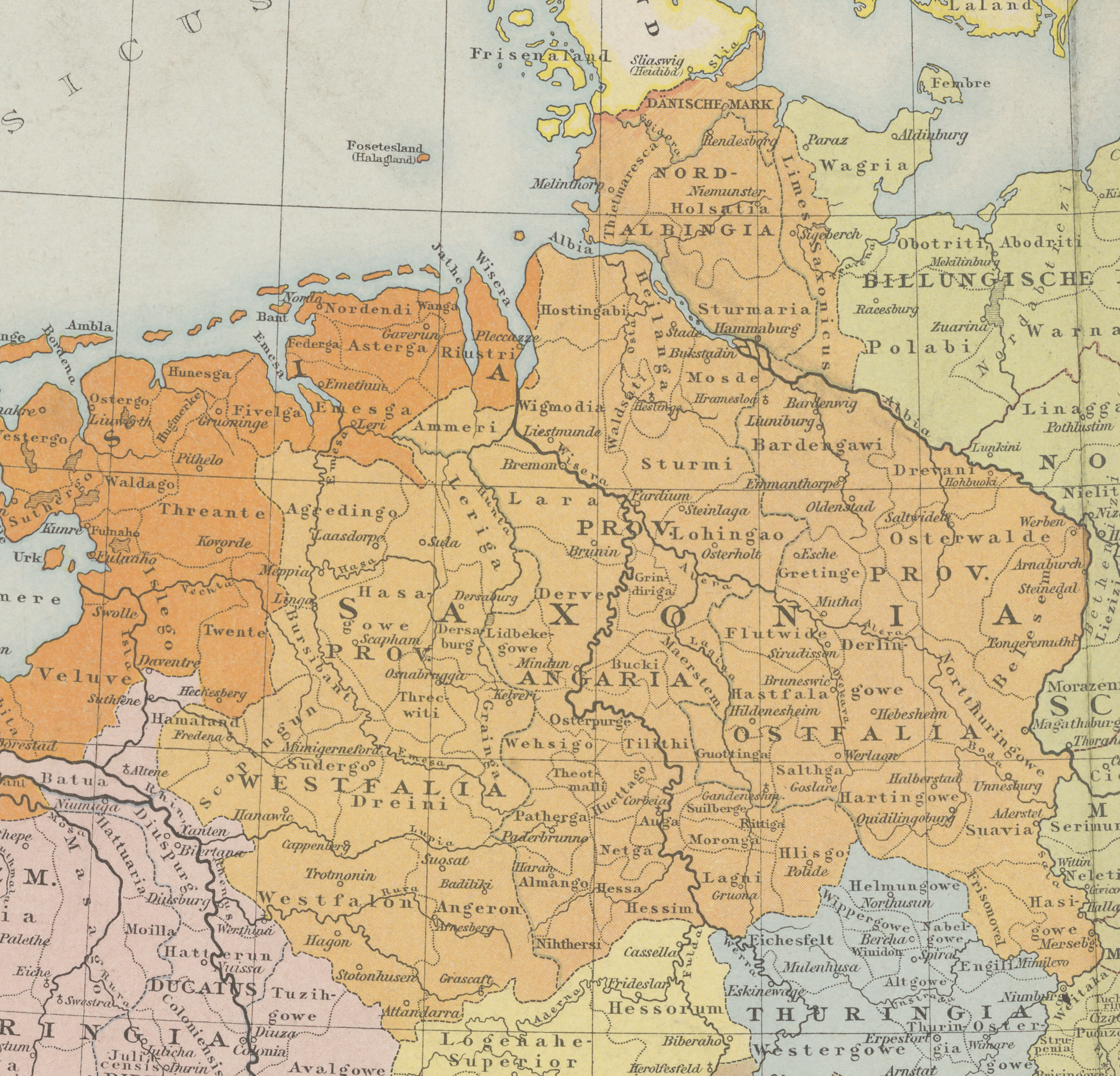
Герцогство Саксонія (бл. 1000 р. н. е.), яке було засноване на традиційній батьківщині саксів, обмеженій річками Емс, Ейдер і Ельба.

На початку 6-го століття континентальні сакси оселилися на берегах Рейну. У 531 сакси разом з франками завоювали королівство Тюрингія. Володіння саксів розширилися на південь на схід до річки Унструт.
У 718 мажордом франків Карл Мартел напав на саксів за їх підтримку Нейстрії. У 743 Карломан почав іншу війну з саксами за їх допомогу герцогу Баварії Оділону. Згодом Карл Великий переміг континентальних саксів, навернувши їх до християнства, включив їхні землі у свою імперію після тривалих воєн (772—804).
Етимологія слова «сакси» не до кінця з'ясована. Античні автори, у яких вперше згадується це слово, виводили його від типової зброї саксів — довгого прямого ножа (seax [ˈsæɑks]).

## Ареал розселення
З II століття охоплює приблизно Східні Нідерланди, сьогоднішні німецькі землі Вестфалія (Westfalen), Нижня Саксонія (Niedersachsen) (без територій, заселених племенами фризів (Friesen), Гольштейн, Мекленбург і північ Саксонії-Ангальт (Sachsen-Anhalt).
У римських джерелах, починаючи з III століття, трапляються скарги на морський розбій та піратство саксів.
У період III-V століття частина саксів поруч із англами та ютами переселилася в південну частину острова Британії. Унаслідок силового захоплення земель і злиття з англами вони перетворилися на спільність англосаксів, яка стала панівною на Британських островах.

## Мова
Мова саксів стала основою англосаксонської мови, з якої розвинулася сучасна англійська мова. Звідси в ірландській та інших кельтських мовах назву племені саксів вживають для позначання сучасних англійців: в ірландській «Sasana» (Англія) і «Sasanach» (англійці), у гельській «Sasunn» (Англія) і «Sasunnach» (англійська); хоча в інших мовах ці назви ведуться від племені англів.
Нинішня узагальнена назва країни «Англія» походить від назви племені англів, а назва таких територій як Вессекс (Wessex, «West-Saxons», західні сакси), Ессекс (Essex, «East-Saxons»), східні сакси), Сассекс (Sussex, «South-Saxons», південні сакси) і Міддлсекс (Middlesex, «Middle-Saxons», середні сакси) вказує на їх походження від саксонських поселенців.

## Культура

### Соціальна структура
Аж до підпорядкування та навернення в християнство Карлом Великим континентальні сакси зберігали свій стародавній племінний лад. Важливі питання вирішували на щорічних зборах старійшин племені, яке називалося «Тінг» (порівн. нім. «Ding» або англ. «Thing»). 
Історик Беда Преподобний у 730 році зазначив, що «старі (тобто континентальні) сакси не мають короля, проте ними керують кілька елдорменів (або сатрапів), які під час війни кидають жереб на лідерство, але хто у мирний час рівні у владі». Територія під контролем саксів була поділена на три провінції — Вестфалію, Остфалію та Ангрію; вони складалися з приблизно ста пагі (англ. pagi) або Гауе. Кожен гау мав свого власного сатрапа з достатньою військовою силою, щоб знищити цілі села, які протистояли йому.

### Релігія
Релігійні звичаї саксів були тісно пов'язані з їхньою політичною практикою. Щорічні ради всього племені починалися зверненнями до богів. Вважається, що процедура, за якою князів обирали під час війни шляхом жеребкування, мала релігійне значення: присутня була довіра божественному провидінню, тому сакси керувалися випадковим прийняттям рішень. Існували також священні ритуали та предмети, такі як стовпи під назвою Ірмінсул. Сакси вважали, що вони з’єднують небо і землю, як і інші схожі приклади дерев або сходів до неба в численних релігіях. Карл Великий наказав зрубати один такий стовп у 772 році поблизу фортеці Ересбург.

## Племена в складі саксів

### Вестфали
Вестфали жили переважно між Рейном і Везером, їхнє ім'я означало «західні люди», тобто західні сакси.

### Остфали
Остфали, «східні люди», жили між Везером і Ельбою.

### Енгри
Енгри займали серед саксів центральне положення, як в географічному, так і в культурно-громадському відношенні. У їхніх землях на Везері знаходилося Маркло, місце щорічних зборів.